# Eugène Borel

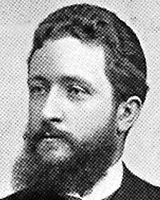
Eugène Borel

Eugène Borel (* 17. Juni 1835 in Neuchâtel; † 14. Juni 1892 in Bern, heimatberechtigt in Couvet und Neuchâtel) war ein Schweizer Politiker und Jurist. Neben seiner beruflichen Tätigkeit als Staatsanwalt war er auf Gemeinde- und Kantonsebene politisch aktiv. Acht Jahre lang gehörte er der Regierung des Kantons Neuenburg und dem Ständerat an. 1872 wurde er als Vertreter der radikalen Fraktion (der heutigen FDP) in den Bundesrat gewählt und gehörte diesem bis 1875 an. Borel war 1874 Mitbegründer des Weltpostvereins und bis zu seinem Tod dessen Direktor.

## Biografie

### Studium und Kantonspolitik
Er wurde als Sohn des Waisenhausdirektors François-Victor Borel und der Louise Fauche geboren. Sein Grossvater Louis Fauche-Borel war ein bekannter Buchdrucker, der die Confessions von Jean-Jacques Rousseau publiziert hatte. Borel besuchte das humanistische Gymnasium in Neuchâtel, seine Jugendzeit war von den Ereignissen der Revolution von 1848 geprägt. Anschliessend studierte er Rechtswissenschaft an der Ruprecht-Karls-Universität in Heidelberg und an der Ludwig-Maximilians-Universität in München. Er trat der Studentenverbindung Helvetia und war Ehrenmitglied des Schweizerischen Zofingervereins.
Nach einem Anwaltspraktikum in der Kanzlei von Jules Philippin wurde Borel bereits im Alter von 21 Jahren zum Staatsanwalt ernannt. Eine seiner ersten Aufgaben war es, die führenden royalistischen Konterrevolutionäre des Neuenburgerhandels zu verhören. Ab 1857 gehörte Borel der Legislative der Stadt Neuchâtel an, ab 1864 dem Stadtrat. Nachdem er 1857/58 als Sekretär der verfassungsgebenden Versammlung tätig gewesen war, wurde er 1862 in das Kantonsparlament, den Grand Conseil, gewählt. 1865 folgte die Wahl in die Kantonsregierung, den Conseil d’État. Als Staatsrat war Borel zunächst für das Neuenburger Militär zuständig, ab 1870 für das Justizwesen. Er ging rigoros gegen Amtsmissbrauch im Instruktorenkorps vor und liess drei neue, grundlegende Gesetze ausarbeiten: das Notariatsgesetz, das Gesetz über die Gerichtsorganisation und die Zivilprozessordnung.

### Bundespolitik
Erste Erfahrungen auf nationaler Ebene sammelte Borel 1860 als Bundesauditor und Übersetzer im Nationalrat. 1865 wählte ihn der Grand Conseil zu einem der beiden Vertreter Neuenburgs im Ständerat. 1869 amtierte er als Ständeratspräsident. Im darauf folgenden Jahr ernannte ihn das Bundesgericht zum Untersuchungsrichter für die Westschweiz, im März 1871 war er nach dem Tonhallekrawall in Zürich als Bundesanwalt tätig. In der Auseinandersetzung um die Bundesverfassung war Borel Wortführer der Anhänger einer Totalrevision, ohne sich eindeutig als Zentralist oder Föderalist zu positionieren. Wichtig war für ihn vor allem die Rechtsvereinheitlichung.
Nachdem die neue Verfassung im Mai 1872 von Volk und Ständen mit 50,5 % Nein-Stimmen knapp abgelehnt worden war, errangen die Befürworter der Revision bei den darauf folgenden Nationalratswahlen einen deutlichen Wahlsieg. Einer der amtierenden Bundesräte, der Genfer Jean-Jacques Challet-Venel, hatte sich als erklärter Revisionsgegner in eine schier ausweglose Situation gebracht. Die zahlreicher gewordenen Befürworter stellten Borel als Sprengkandidat für die Bundesratswahl am 7. Dezember 1872 auf. Im zweiten Wahlgang erhielt er 90 von 168 abgegebenen Stimmen, Challet-Venel nur 73. Von seinem abgewählten Vorgänger übernahm Borel am 1. Januar 1873 das Post- und Telegraphendepartement.

### Bundesrat
Als Bundesrat widmete sich Borel intensiv der Gründung einer internationalen Postunion. Auf Vorschlag des Generaldirektors der Deutschen Reichspost fand die erste internationale Postkonferenz vom 15. September bis 9. Oktober 1874 in Bern statt. An dieser von Borel geleiteten Konferenz nahmen Vertreter aus 22 Staaten teil, welche die Allgmeine Postunion gründeten. Der Gesamtbundesrat ernannte Borel daraufhin einstimmig zum ersten Direktor der neuen Organisation. Daneben setzte er sich weiterhin für die Totalrevision der Bundesverfassung ein, die im zweiten Anlauf weniger zentralistisch formuliert worden war und am 14. April 1874 von Volk und Ständen angenommen wurde. Am 3. Juni 1875 erklärte Borel seinen Rücktritt aus dem Bundesrat. Zwei Wochen später nahm die Bundesversammlung sein Rücktrittsgesuch an, bat ihn jedoch einstimmig, noch bis Ende Jahr im Amt zu verbleiben.

### Weitere Tätigkeiten
Ab Januar 1876 widmete sich Borel mit grossem Einsatz seiner Tätigkeit als Direktor der Postunion, die 1878 in Weltpostverein umbenannt wurde und unter seiner Leitung ihre Mitgliederzahl verdoppelte. Mehrmals organisierte er Weltpostkongresse: 1878 und 1880 in Paris, 1885 in Lissabon und 1891 in Wien. Ausserdem war er nebenamtlich als Militärrichter tätig: Er war Grossrichter der dritten Armeedivision, Präsident des Kassationshofes und Oberauditor. 1889 entsandte ihn der Bundesrat im Rahmen einer Bundesintervention als Kommissär in den Kanton Tessin, wo seit den letzten Wahlen bürgerkriegsähnliche Zustände zwischen der konservativen Regierung und der freisinnigen Gemeindebehörden herrschte. Mit der Unterstützung von Zürcher Truppen konnte er für kurze Zeit wieder Ruhe und Ordnung herstellen. Drei Jahre später verstarb er an einem Herzleiden.